# Blanzac (Haute-Vienne)
Blanzac ist eine französische Gemeinde in der Region Nouvelle-Aquitaine, im Département Haute-Vienne, im Arrondissement Bellac und im Kanton Bellac. Sie grenzt im Nordwesten an Peyrat-de-Bellac und Saint-Ouen-sur-Gartempe, im Norden an Droux, im Osten an Rancon, im Süden an Saint-Junien-les-Combes und im Südwesten an Bellac. Die Bewohner nennen sich Blanzanniers.

## Bevölkerungsentwicklung
| Jahr      | 1962 | 1968 | 1975 | 1982 | 1990 | 1999 | 2008 | 2013 |
| --------- | ---- | ---- | ---- | ---- | ---- | ---- | ---- | ---- |
| Einwohner | 536  | 495  | 445  | 417  | 452  | 414  | 460  | 345  |

## Sehenswürdigkeiten
- Kirche Saint-Martin